# 엘리먼틀 마스터
《엘리먼틀 마스터》(Elemental Master, エレメンタルマスター)는 메가 드라이브 콘솔로 발매된 종스크롤 진행형 슈팅 게임이다. 《선더 포스》 시리즈를 제작한 테크노소프트가 개발했으며, 일본서 1990년 12월 14일 출시됐다. 북미 지역에선 레노베이션 프로덕츠가 1993년에 출시했다.

## 게임플레이
《엘리먼틀 마스터》는 총 일곱 스테이지로 이뤄져있는 종스크롤 슈팅 게임으로, 인간 라딘을 기체로 조종한다. A와 B 버튼으로 앞쪽과 뒤쪽으로 공격할 수 있으며, C 버튼으로 현재 사용할 수 있는 무기를 교체할 수 있다. 처음 네 스테이지는 아무 순서로 골라 진행할 수 있으며, 스테이지를 클리어할 때마다 사용할 수 있는 무기의 종류가 늘어난다.

## 개발
사운드트트랙은 《선더 포스 III》, 《선더 포스 IV》 및 《데빌 크러쉬》의 음악을 작곡했던 야먀니시 토시하루가 담당했다.